# Capasa galbulata
Capasa galbulata là một loài bướm đêm trong họ Geometridae.